# منشأة حيدر يكن
قرية منشأة حيدر يكن هي إحدى القرى التابعة لمركز بنى سويف في محافظة بني سويف في جمهورية مصر العربية. حسب إحصاءات سنة 2006، بلغ إجمالي السكان في منشأة حيدر يكن 2191 نسمة، منهم 1105 رجل و1086 امرأة.